# Peritoneo
El peritoneo es la membrana serosa que reviste el interior de la cavidad abdominal. Se estructura en dos capas: la capa exterior, llamada peritoneo parietal, está adherida a la pared de la cavidad abdominal, y la capa interna o peritoneo visceral envuelve el intestino delgado y otros órganos del abdomen. El espacio entre ambas capas se denomina cavidad peritoneal y contiene una pequeña cantidad de fluido lubricante (alrededor de 50 ml) que permite a ambas capas deslizarse entre sí.

## Estructura
El peritoneo tapiza la pared anterior y posterior de la cavidad abdominal, por arriba cubre la porción inferior del diafragma y por abajo recubre la pelvis. Las estructuras del abdomen se clasifican en intraperitoneales o extraperitoneales, estas últimas pueden ser subperitoneales (situadas debajo del peritoneo) como la vejiga urinaria y retroperitoneales (detrás del peritoneo) como el riñón. La cavidad peritoneal se divide en dos partes, la cavidad principal y la transcavidad de los epiplones que es más pequeña y se sitúa detrás del estómago y el epiplón mayor, ambas cavidades tienen una comunicación virtual denominada hiato de Winslow.

## Clasificación de los órganos abdominales
Los órganos del abdomen pueden clasificarse dependiendo de su situación y si están tapizados o no por el peritoneo visceral en dos grupos: intraperitoneales, y extraperitoneales. Los extraperitoneales pueden ser retroperitoneales (situados detrás del peritoneo) y subperitoneales (situados debajo del peritoneo). Los órganos intraperitoneales como el intestino delgado tienen cierto grado de movilidad, mientras que en los retroperitoneales la posición es fija.
| Intraperitoneales | Retroperitoneales                                                           | Infraperitoneales o subperitoneales            |
| Estómago, primera porción del duodeno (5 cm), yeyuno, íleon, apéndice ileocecal, colon transverso, colon sigmoideo, recto (1/3 superior) | Resto del duodeno, colon ascendente, colon descendente, recto (1/3 central) | Recto (1/3 inferior)                           |
| Hígado, bazo, páncreas (cola) | Páncreas (excepto la cola)                                                  |                                                |
| | Riñón, glándulas suprarrenales, porción proximal del uréter, arteria renal  | Vejiga urinaria, porción distal del uréter     |
| | Vena cava inferior, aorta                                                   |                                                |
| Ovario, Útero |                                                                             | Vasos sanguíneos gonadales, trompas de Falopio |

## Partes del peritoneo

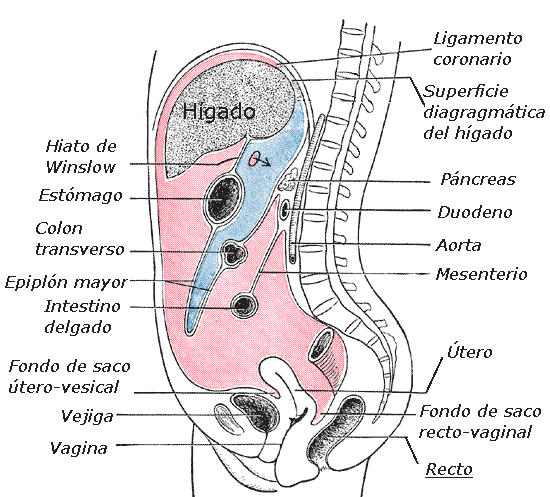
Disposición vertical del peritoneo. Cavidad principal en rojo, transcavidad de los epiplones o bolsa omental en azul.

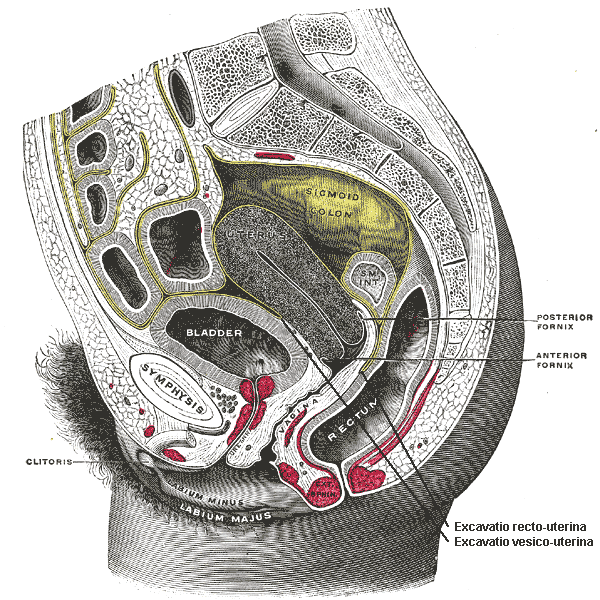
Imagen lateral de la pelvis en la que es visible el fondo de saco de Douglas o recto-uterino (excavatio recto-uterina).

Se conocen en el peritoneo, como en todas las membranas serosas:

### Peritoneo parietal
- Hoja más externa del peritoneo. Está aplicada sobre las paredes de las cavidades abdominal y pélvica.
- Está tapizada en toda su extensión por una capa de tejido celuloadiposo, denominada fascia extraperitoneal.

### Peritoneo visceral
- Hoja interna del peritoneo.
- Constituida por el revestimiento seroso de los órganos abdominopélvicos.

### Repliegues
- Tejido membranoso que une el peritoneo parietal al peritoneo visceral.
- Estos contienen los pedículos vasculonerviosos que se dirigen desde la pared hasta los órganos envueltos por la serosa.
- Cada uno de ellos, está compuesto por dos hojas separadas entre sí por una delgada capa de tejido celuloadiposo, donde se encuentran los vasos y los nervios.
- Presentan diferentes formas y según los casos se denominan: meso, omento o epiplón, y ligamento.

#### Mesos
- Son repliegues que unen a los órganos a la pared posterior del peritoneo.
  - Mesenterio. Son pliegues del peritoneo que unen las asas del intestino delgado a la pared abdominal posterior y por donde transcurren vasos sanguíneos que aportan el flujo sanguíneo.
  - Mesogastrio. Meso que une el estómago a la pared abdominal. El estómago posee dos mesos, uno posterior y otro anterior. El posterior crece considerablemente y forma el epiplón (u omento) mayor. El mesogastrio anterior une el estómago al hígado y se denomina epiplón (u omento) menor y, también, ligamento gastrohepático.
  - Mesoduodeno. Pliegue de tejido peritoneal que une el duodeno a la pared del abdomen del feto. La membrana persiste algunas veces en la vida adulta como el mesenterio duodenal.
  - Mesocolon. Cumple una función similar al mesenterio, pero une el colon a la pared posterior del abdomen. Se distinguen 3 porciones:
    - Mesoapéndice. Fija el apéndice ileocecal.
    - Mesocolon transverso. Fija el colon transverso.
    - Mesocolon sigmoides. Fija el colon sigmoideo.

#### Epiplónu omento
- Es un repliegue del peritoneo que une dos órganos abdominales entre sí y por donde transcurren vasos sanguíneos importantes
  - Limitan una cavidad denominada bolsa omental, transcavidad de los epiplones o cavidad peritoneal menor.
  - Existen varios epiplones, los principales son: el epiplón mayor o gastrocólico que une el estómago con el colon transverso y el epiplón menor o gastrohepático que une el estómago con el hígado.
  - El omento menor está adherido a la curva inferior del duodeno e hígado; y a la curvatura menor del estómago. El omento mayor cuelga de la curvatura mayor del estómago y se curva hacia arriba por delante del intestino delgado para luego volver a curvarse en sentido descendente y adherirse al colon transverso.[1]

#### Ligamentos
- Son repliegues del peritoneo que unen un órgano a la pared abdominal, pero no llevan vasos sanguíneos importantes, y no forman parte del tubo digestivo. Por ejemplo el ligamento falciforme del hígado.

### Fondos de saco
- Fondo de saco de Douglas También llamado fondo de saco recto-uterino, solo existe en las mujeres, es el punto más profundo de la cavidad peritoneal posterior, detrás del útero y delante del recto.
- Fondo de saco útero-vesical situado entre el útero y la vejiga en la mujer.
- En el hombre el fondo de saco que forma el peritoneo en la pelvis es único y se llama fondo de saco vésico-rectal (entre la vejiga urinaria y el recto).

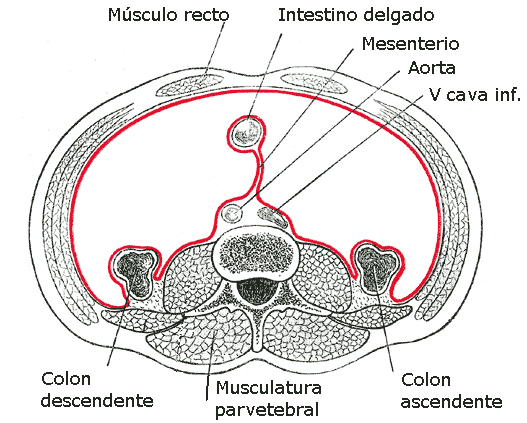
En la imagen puede observarse el mesenterio que une el intestino delgado a la pared abdominal.

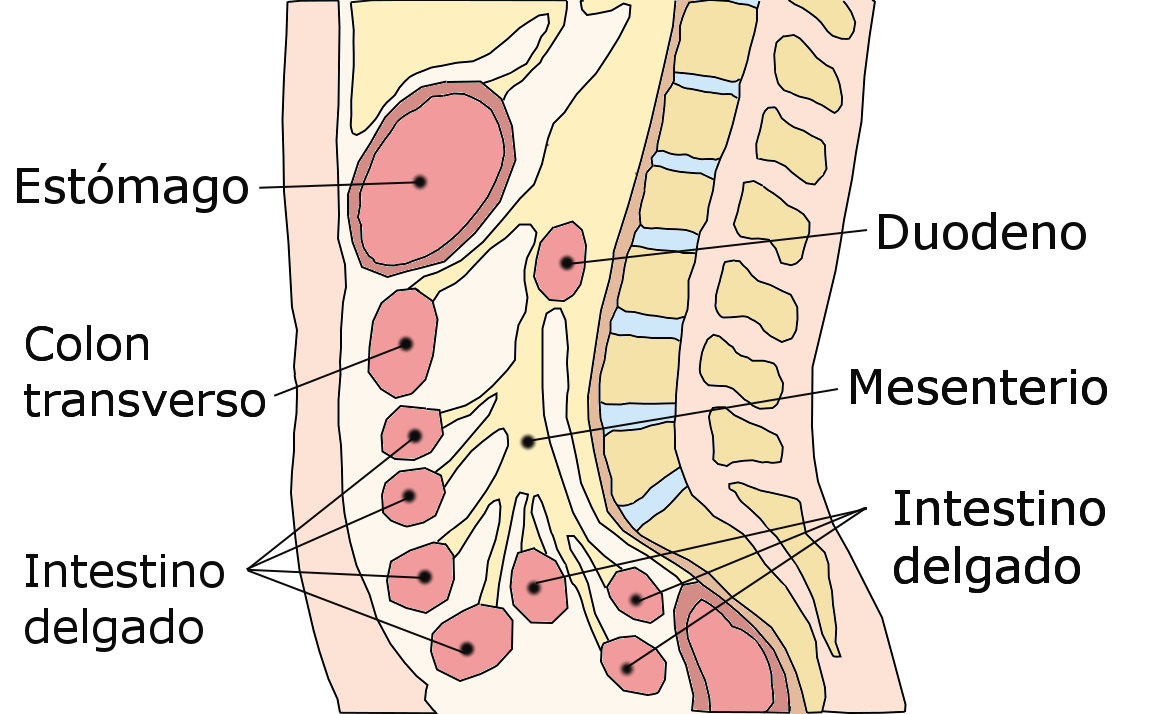
Disposición vertical del abdomen en la que es visible el mesenterio.

## Funciones del peritoneo

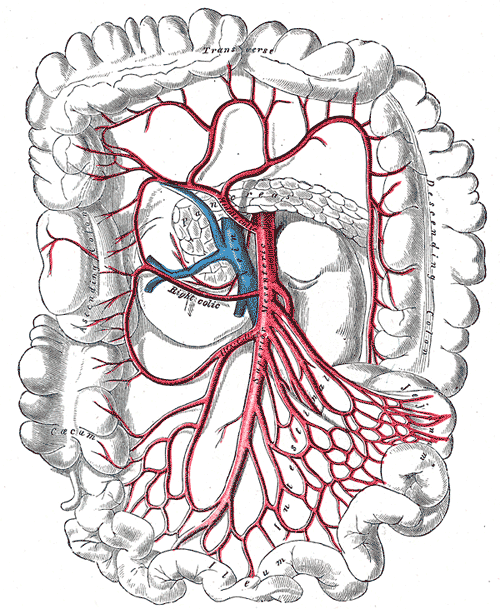
Arteria mesentérica superior y sus ramas.

El peritoneo desempeña varias funciones de gran importancia:
- Sirve como soporte de varios de los órganos existentes en la cavidad abdominal y hace posible su movilidad.
- El peritoneo permite que los vasos sanguíneos alcancen los órganos del abdomen. Esta función es de especial relevancia en el mesenterio a través del cual transitan las ramas de la arteria mesentérica superior que riegan el intestino delgado.
- Sirve como protección y barrera defensiva frente a los microorganismos, contando con importantes funciones inmunológicas para la defensa contra bacterias y virus.
- Actúa como aislante térmico manteniendo una temperatura constante de los órganos del abdomen.
- El peritoneo cuenta con una superficie total de alrededor de 1.7 m². Funciona como una membrana semipermeable que permite el paso de moléculas de pequeño tamaño. Gracias a esta propiedad es posible la técnica de diálisis peritoneal para tratar a los enfermos afectos de insuficiencia renal.[3]

## Enfermedades del peritoneo
- La presencia de gas en la cavidad peritoneal, causada por una perforación estomacal o intestinal, se denomina neumoperitoneo y representa un grave peligro.
- La presencia de sangre en la cavidad peritoneal se denomina hemoperitoneo.
- La peritonitis es la inflamación del peritoneo, puede estar causada tanto por una perforación como por la propagación de una infección a través de la pared de uno de los órganos abdominales.
- La acumulación de un exceso de fluido en la cavidad peritoneal se llama ascitis.
- Cáncer de peritoneo. Existe un tipo de cáncer primitivo del peritoneo muy poco frecuente, es el denominado mesotelioma peritoneal. También puede producirse la carcinomatosis peritoneal que consiste en la extensión al peritoneo de un cáncer primitivo de un órgano próximo, por ejemplo cáncer de colon, cáncer de ovario o cáncer de estómago.[4]
- La peritonitis esclerosante encapsulante es una enfermedad que provoca intensa fibrosis de la membrana peritoneal, lo cual causa adhesión anómala entre los órganos abdominales y puede provocar obstrucción intestinal. La causa no está totalmente aclarada, pero en ocasiones se asocia a la diálisis peritoneal, el empleo de determinados fármacos y la exposición a asbesto.

## Diálisis peritoneal
La diálisis peritoneal es una técnica de tratamiento de la insuficiencia renal. Consiste en introducir a través de un catéter de pequeño diámetro, una solución especial en la cavidad del peritoneo. Esta solución se deja dentro del peritoneo durante un tiempo considerable para que absorba las sustancias de desecho, y posteriormente es expulsada a través del mismo catéter desde la cavidad peritoneal hacia la parte abdominal externa.